# André Falquet
André Falquet (né le 11 février 1681 à Genève et mort le 28 janvier 1755 à Genève) est un marchand et commerçant ainsi que membre du Conseil des Deux-Cents.

## Biographie
Pierre Falquet, le père d'André, était orfèvre. André Falquet a été baptisé le 14 février 1681 à la cathédrale Saint-Pierre. Après la fin de ses études, il travaille dans le commerce de son père. 
En 1703, il voyage dans le Sud de l'Allemagne et se trouve pris dans le chaos de la guerre de Succession d'Espagne. Sa connaissance du français lui permet d'intervenir auprès du général Claude Louis Hector de Villars pour obtenir la libération de biens confisqués aux commerçants d'Augsbourg. La ville d'Augsbourg l'a remercié avec un gobelet en argent doré (allemand silbervergoldet). Il reçoit en 1725 une lettre de noblesse de l'empereur Charles VI, avec une amélioration du blason de la famille Falquet.
André Falquet épouse Suzanne Lullin en 1731, d'où Jean-Robert (né en 1741, conseiller en 1784), Susanne (épouse de Léonard Sartoris) et Marie-Élisabeth (épouse de noble Marc Le Fort). Il devient membre du Conseil des Deux-Cents en 1734.
André Falquet meurt en 1755 à Genève.

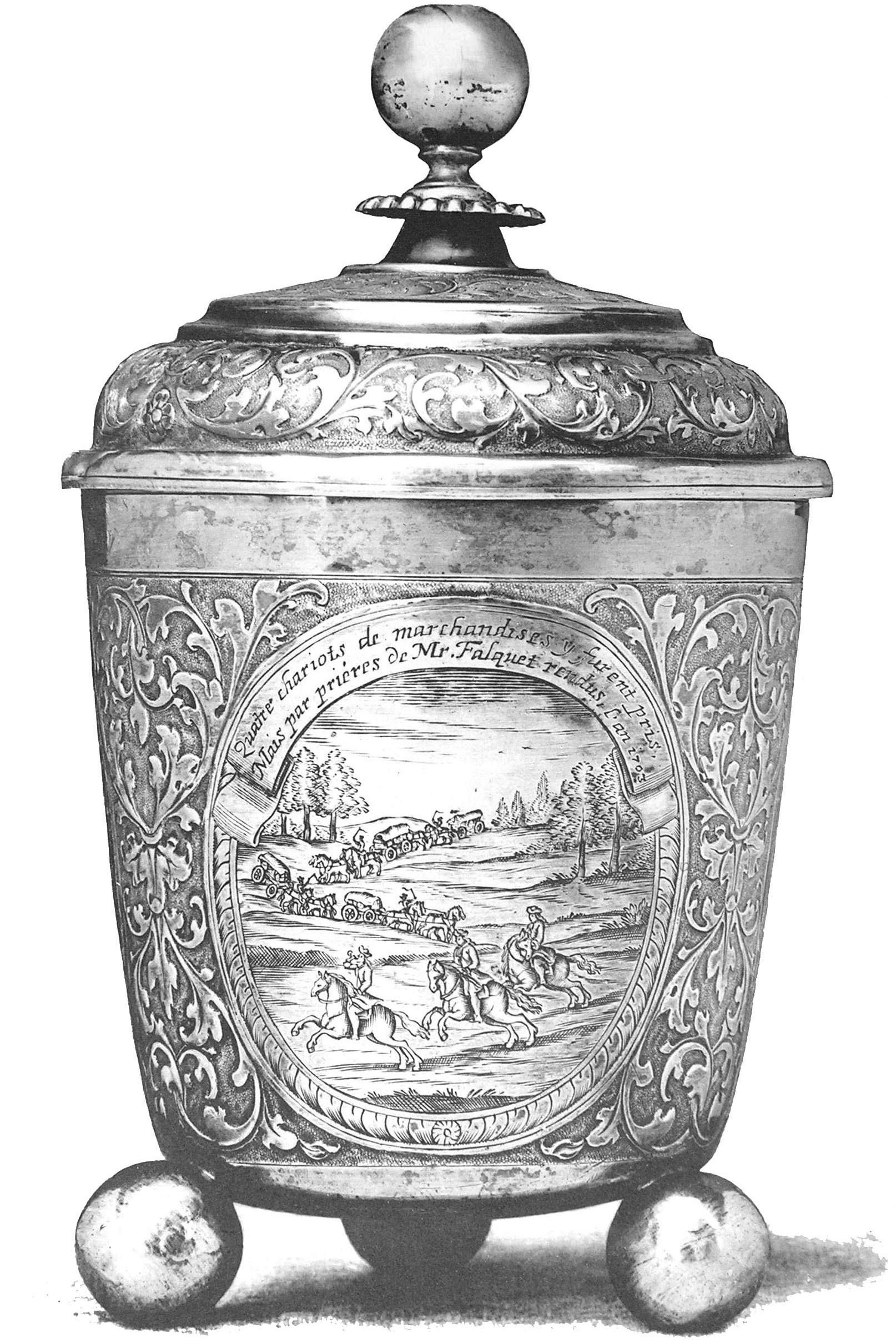
Le gobelet d'André Falquet
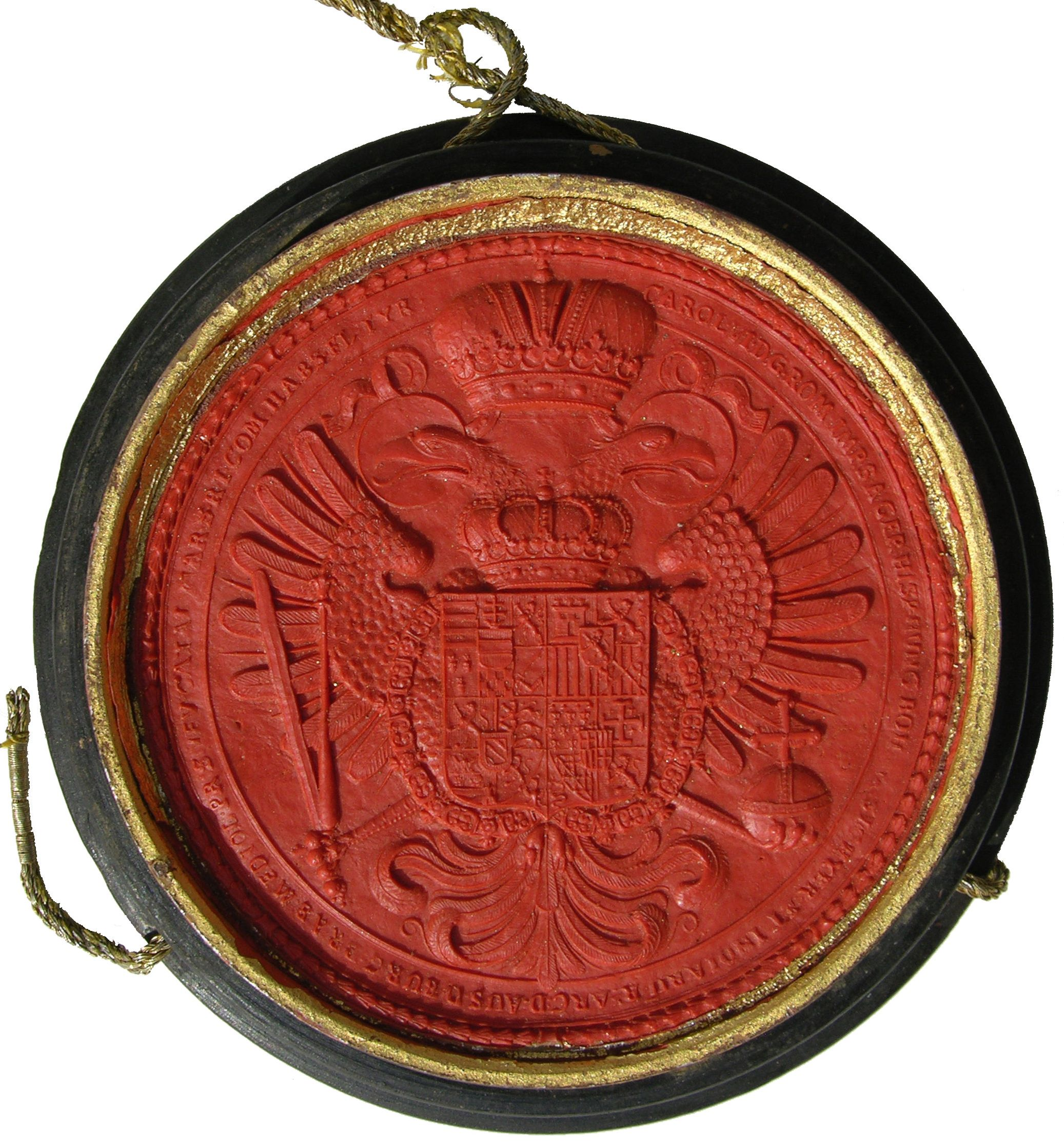
Sceau de Charles VI

### Sources
- Archives Héraldiques de la Suisse (AHS), Bd. XXXII, 1918, S. 24.
- J.-A. Galiffe, « Falquet, souvent nommés Farquet », in Notices généalogiques sur les familles genevoises, depuis les premiers temps, jusquʹà nos jours, Genève, 1831, pp. 250-255 Lire en ligne sur Googlebooks
- (de) Anzeiger für Schweizerische Altertumskunde, Zürich, Fünfundzwanzigster Jahrgang, 1892.
- (de) Brügger, S., Haller, J., Adelsbrief André Falquet - Aspekte einer kaiserlichen Urkunde von 1725, Aarau, 2007.